# Прошево (Костромская область)
Прошево — деревня в Костромском районе Костромской области. Входит в состав Кузьмищенского сельского поселения.

## География
Находится в юго-западной части Костромской области на расстоянии приблизительно 19 км на север-северо-восток по прямой от железнодорожной станции Кострома-Новая.

## История
В 1872 году здесь было учтено 5 дворов, в 1907 году — 8. Ныне имеет дачный характер.

## Население
Постоянное население составляло 22 человека (1872 год), 29 (1897), 44 (1907), 0 как в 2002 году, так и в 2022.